# Thomas Tessier
Pour les articles homonymes, voir Tessier.
Œuvres principales
- La Nuit du sang

Thomas Tessier, né le 10 mai 1947 à Waterbury, au Connecticut, est un écrivain américain surtout connu pour les romans fantastiques et policiers qu'il a publiés depuis 1978. Il est également dramaturge et poète.

## Biographie
Il fait ses études supérieures à l'University College Dublin en Irlande, puis travaille à Londres pendant plusieurs années dans le milieu de l'édition. Dans les années 1970, il fait paraître à Dublin et à Londres des recueils de poésie. Il parvient également à faire jouer quelques pièces de théâtre qui ne seront toutefois jamais publiées.
Après Secret Strangers, un roman policier assez conventionnel en 1976, il change de registre avec la parution de The Fates (1978), un roman théâtral qui tient à la fois du roman d'horreur et de récit de science-fiction où une force tente de détruire la Terre. L'année suivante, dans La Nuit du sang (The Nightwalker), il conjugue intrigue policière et fantastique dans un thriller où la population de Londres est terrorisée par un serial killer qui n'est autre qu'un loup-garou.
Fantôme (Phantom, 1982) raconte le récit d'un jeune garçon confronté au mystère de la mort et de la vie après la mort.
En 2001, Opéra macabre (Father Panic's Opera Macabre), un roman historique atypique, raconte comment un écrivain en mal d'inspiration revit les atrocités commises en Croatie pendant la Seconde Guerre mondiale

## Œuvre

### Poésie
- How We Died (1970)
- In Sight of Chaos (1971)
- Abandoned Homes (1971)

### Romans
- Secret Strangers (1976)
- The White Gods (1978)
- The Fates (1978)
- The Nightwalker (1979) Publié en français sous le titre La Nuit du sang, traduit par Patrick Marcel, Paris, Édition du Rocher, coll. « Les Maîtres de la littérature policière », 1987  (ISBN 2-268-00573-9) ; réédition, Paris, J'ai lu no 2693,  (ISBN 2-277-22693-9)
- Shockwaves (1982)
- Phantom (1982) Publié en français sous le titre Fantôme, traduit par Patrick Marcel, Paris, Édition Gréco, coll. « Hantise » no 3, 1989  (ISBN 2-7396-0009-7) ; réédition, Paris, Les Belles Lettres, coll. « Le Cabinet noir » no 11,  (ISBN 2-251-77110-7)
- Finishing Touches (1986) Publié en français sous le titre L'Antre du cauchemar, traduit par Jacques Guiod, Paris, Presses Pocket no 9006, 1989  (ISBN 2-266-02684-4)
- Rapture (1987)
- Secret Strangers (1990)
- Fog Heart (1997) Publié en français sous le titre Cœur de brume, traduit par François Truchaud, Paris, Presses Pocket no 9259, 2001  (ISBN 2-266-11133-7)
- Father Panic's Opera Macabre (2001) Publié en français sous le titre Opéra macabre, traduit par Jacques Guiod, Paris, Presses Pocket no 9285, 2002  (ISBN 2-266-12446-3)
- Wicked Things (2007)

### Recueils de nouvelles
- The Crossing (1984)
- Lulu and One Other (1999)
- Ghost Music and Other Tales (2000)
- Remorseless: Tales of Cruelty (2013)

### Nouvelles
- Food (1988)
- Blanca (1989)
- Evelyn Grace (1990)
- Infidel (1991)
- The Dreams of Dr. Ladybank (1991)
- In Praise of Folly (1992)
- Addicted to Love (1992)
- In the Desert of Deserts (1993)
- Mr. God (1993)
- The Banshee (1993)
- The Last Crossing (1993)
- I Remember Me (1994)
- A Grub Street Tale (1996)
- Ghost Music: A Memoir by George Beaune (1996), nouvelle version sous le titre Ghost Music (2000)
- La Mourante (1997)
- Curing Hitler (1998)
- Lulu (1999)
- Nightsuite (1999)
- Lie Down With Us (2000)
- Nocturne (2000)
- The Ventriloquist (2000)
- Wax (2000)
- Figures in Scrimshaw (2000)
- Scramburg, U.S.A. (2001)
- Fine, Until You Called (2003)
- You Okay? (2003)
- Moments of Change (2003)
- The Goddess of Cruelty (2003)
- The Infestation at Ralls (2004)
- Back In My Arms, I Want You (2006)
- If You See Me, Say Hello (2007)
- Goo Girl (2007)
- Club Saudade (2008)
- Something Small and Gray, and Quick (2008)
- The Woman in the Club Car (2009)
- Torching the Escalade (2010)
- The Inn of Distant Sorrows (2011)
- In the Sand Hills (2011)
- Premature Noxia (2013)
- For No One (2013)
- 10-31-2001 (2013)
- The God Thing (2013)

## Adaptation
- 1993 : Le Venin de la vengeance (Rapture), téléfilm canadien réalisé par Timothy Bond, d'après le roman Rapture, avec Michael Ontkean